# François Pyrard de Laval
François Pyrard de Laval (ca. 1578 – ca. 1623) foi um navegador francês que ficou conhecido pelo relato escrito que fez das suas aventuras nas Maldivas entre 1602 e 1607, parte de uma viagem de 10 anos (1601-1611) pelo Sul da Ásia. Nasceu em Laval, e era primo do teólogo Pierre Pyrard (1581-1667).
Em 2 de julho de 1602 Pyrard e um grupo de marinheiros naufragaram no Atol Baa (ou Atol Maalhosmadulu Sul) nas Maldivas. Foram feitos prisioneiros pelos maldivos e ficaram cinco anos como "convidados não desejados" nas ilhas, a maior parte do tempo em Malé. Contraíram malária e sofreram tratamento cruel durante o aprisionamento. Mesmo assim, Pyrard aprendeu a língua dhivehi e foi capaz de compreender e relatar a sociedade das Maldivas como nenhum outro europeu antes fizera. Tomou longas notas relativas à cultura maldiva, costumes e história.

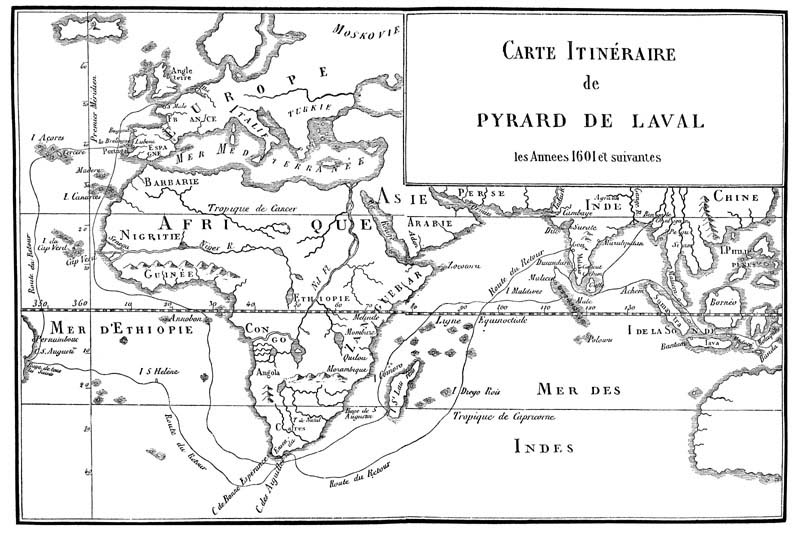
Mapa com o itinerário da viagem de François Pyrard de Laval

Em fevereiro de 1607, os franceses escaparam de Malé num barco, em pleno caos causado por um ataque dos Bengalis à cidade. Após regressar a Laval em 1611, Pyrard publicou o relato da sua estadia na 
Ásia em 1601-1611.
Nesse livro retrata também o governador de Moçambique, D. Estêvão de Ataíde, que conheceu durante o período dos ataques holandeses à ilha de Moçambique, como "um corajoso e galhardo fidalgo".